# مجزرة أعزاز
مجزرة أعزاز هي إحدى المجازر التي ارتكبها الجيش النظامي السوري يوم الأربعاء بتاريخ 27 رمضان 1433 هـ الموافق 15 أغسطس 2012م، وجرت أحداثها في بلدة أعزاز التي يسيطر عليها الجيش السوري الحر والواقعة شمال غربي سوريا بريف حلب وأدَت إلى وقوع 80 قتيل و150 جريح.

استخراج جثة طفل من تحت الأنقاض في مجزرة أعزاز

وقال مدير المرصد السوري لحقوق الإنسان رامي عبدالرحمن : أنه تم توثيق استشهاد 8 سيدات و8 أطفال. 
 وتم نقل جرحى الغارة إلى تركيا بعد عجز المستشفى المحلي على استيعاب العدد الكبير من الجرحى مما اضطره لغلق أبوابه والطلب من السكان بنقل جرحاهم للمستشفيات التركية المجاورة. وكانت هذه المجزرة صادمة كما يقول مراسلو القنوات الإخبارية العربية في سوريا نتيجة لكثرة الصور التي تم تسريبها من مجزرة اعزاز والمقاطع المرئية التي انتشرت في الموقع العالمي يوتيوب لتوثيق انتشال أشلاء الأطفال والنساء وكبار السن في هذه المجزرة.
وقالت مديرة الطوارئ بمنظمة (هيومن رايتس ووتش) الحقوقية أنّا نييستات :- 
 إن هذا “الهجوم المروع قتل وجرح العشرات، ودمر حيًا سكنيًا بأكمله”. وأضافت “مرة أخرى، تقوم القوات الحكومية السورية بالمهاجمة دون أن تعير أي اهتمام بحياة المدنيين”. 

حيث قام الجيش النظامي السوري بالقصف بشكل عشوائي للمنازل وأحد الأسواق الشعبية الواقعة في بلدة أعزاز بغارتين جويتين بواسطة طائرة روسية الصنع من طراز ميغ-25. التي سوّت جزءًا من مباني ومنازل بلدة اعزاز بالأرض، وقال أحد قادة مقاتلي المعارضة أن الغارة الجوية أدَّت إلى إصابة 7 رهائن محتجزين هناك، ولا يزال 4 آخرون مفقودين.

## مواضيع مرتبطة
- مجزرة الحولة
- مجزرة التريمسة
- مجزرة داريا